# Florencio Moreno Godino

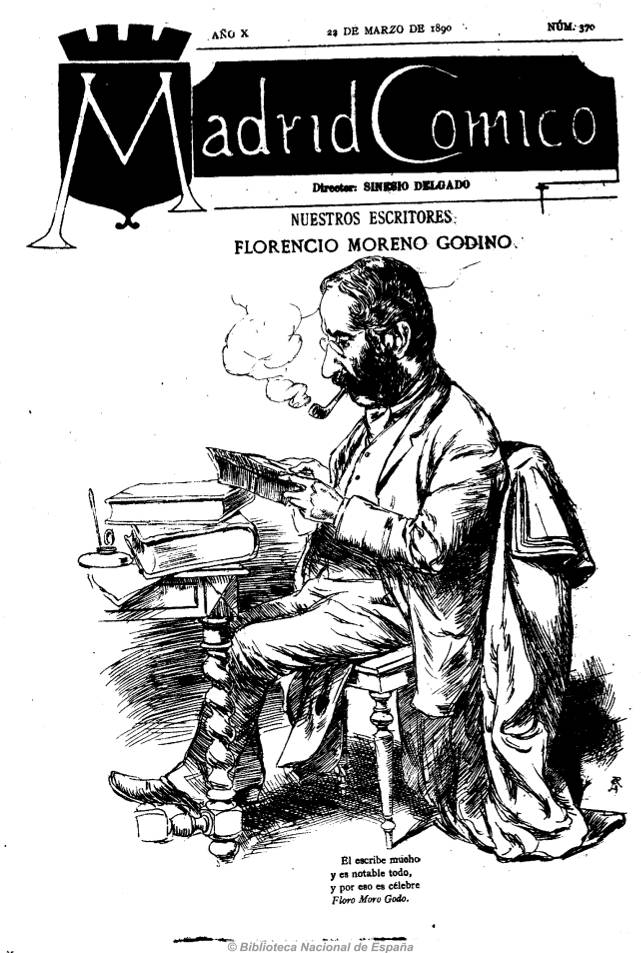
Florencio Moreno Godino, caricatura de Pellicer en Madrid Cómico, 22 de marzo de 1890. Hemeroteca Digital, Biblioteca Nacional de España.

Florencio Moreno Godino (Madrid, 7 de noviembre de 1829-9 de diciembre de 1907) fue un periodista, poeta y dramaturgo bohemio español del posromanticismo, conocido por el seudónimo de «Floro Moro Godo».

## Biografía
Vivió la bohemia literaria madrileña de mediados de siglo (él mismo se hacía llamar «el último bohemio»), sobre la que escribió distintas crónicas; colaboró en revistas y periódicos como Pluma y Lápiz, Gil Blas, Madrid Cómico, Revista de España, Blanco y Negro, La Ilustración Artística y el Semanario Pintoresco Español; fue redactor de El Diario Español y participó en obras corales costumbristas Las españolas pintadas por los españoles (1871-1872); publicó Poesías (1862) y Sonetos de broma (1900) y en prosa las novelas Una traducción del Quijote (1869) y, póstuma, El último bohemio (1908). 
Como dramaturgo, estrenó el drama trágico Nerón en tres actos el 29 de noviembre de 1892 en el Teatro Español con gran éxito, lo que facilitó que se publicase al año siguiente. También escribió una comedia de capa y espada, Luchas de amor y deber, que llegó a manos de González Bravo, que se la pasó a su cuñado Romea, que la puso en escena sin saberlo el autor. Enrique Pérez Escrich lo tomó como personaje para una de sus novelas, El frac azul. Haciendo honor a su espíritu posromántico pasó sus últimos años en la indigencia y murió en el lecho de un hospital madrileño.

## Obras
- Rosalia. Historia De Una Antigua Perra Gorda
- Poesías. (en Google Books, 1862)
- Semblanza de Gustavo A. Bécquer
- Por un retrato (Publicado en la Revista de España: Tomo IV#Número 13, 1868)
- Una traducción del Quijote. Novela original. (Publicado en la Revista de España: Tomo VI#Número 23, 1869)